# Konjiki no Gash Bell!!
Konjiki no Gash Bell!! (金色のガッシュベル!!, lit. «El daurat Gash Bell»), conegut internacionalment com Zatch Bell!, és el títol d'un manga i anime, idea i obra original de Makoto Raiku, publicada entre els anys 2001 i 2007 a la revista Weekly Shonen Shunday i adaptada a televisió per Toei Animation.
La sèrie deu el seu nom a llur protagonista, Gash Bell, un dimoni o mamodo que arriba a la Terra per lliurar la batalla on es decidirà qui serà el rei del seu món, la qual es realitza cada mil anys. Es trobarà amb en Kiyomaro, un noi que es convertirà en el propietari del llibre de conjurs d'en Gash i ambdós s'enfronten junts als contrincants del torneig.

## Argument
En Kiyomaro Takamine és un noi de 14 anys que viu amb la seva mare al Japó mentre el seu pare viu a Anglaterra com un professor d'universitat i geòleg.
Un dia, el pare d'en Kiyomaro es troba en Gash inconscient en un bosc desconegut d'Anglaterra. Quan en Gash es desperta, és amb el pare del Kiyomaro, que l'envia al Japó, a casa d'en Kiyomaro, amb la missió que en Kiyomaro torni a l'institut i que faci amics. En Gash arriba nu a l'habitació d'en Kiyomaro, a sobre d'una àguila, i per la finestra. Ell es queda bastant sorprès i més tard, en enfadar-se, en Gash treu una descàrrega elèctrica de la boca (el primer conjur, Zakeru).
En Kiyomaro és un estudiant brillant, però tots els companys de la classe tenen enveja de la seva intel·ligència i no volen ser amics seus. En Gash no deixa de seguir en Kiyomaro fins que l'enganya dient-li que hi ha un abusador a la terrassa de l'institut, però resulta que si que n'hi ha un, que molesta la Suzume, una noia de la seva classe. En Gash s'hi enfronta per defensar-la. Ferit i tot, però, no para de dir a l'abusador que en Kiyomaro vindrà a ajudar-lo. Mentrestant, en Kiyomaro resta amagat darrere la porta de la terrassa mentre es pregunta per què en Gash no s'adona que l'ha enganyat. Al final, en Kiyomaro surt armat de valor i s'enfronta amb l'abusador. En Kiyomaro, després de vèncer l'abusador, en surt molt mal parat (més que en Gash), però acaba descobrint uns quants secrets sobre el llibre i aprèn a utilitzar el primer conjur. A partir d'aquí, comencen les aventures d'en Gash i en Kiyomaro, en què hauran d'aprendre nous conjurs i vèncer desenes de mamodos.

## Personatges principals
- Gash Bell (ガッシュ・ベル Gasshu Beru) és el protagonista i dimoni d'en Kiyomaro. Els seus conjurs es basen en atacs elèctrics a través de les seves emocions. Té amnèsia i només recorda el seu nom.
- Kiyomaro Takamine (高嶺清麿 Takamine Kiyomaro) és un estudiant d'institut molt intel·ligent, amo del llibre d'en Gash i amic seu. Va ser el seu pare qui va enviar en Gash a en Kiyomaro.
- Suzume "Suzy" Mizuno (水野鈴芽 Mizuno Suzume) és una noia molt sapastre que està secretament enamorada d'en Kiyomaro. Li agrada dibuixar cares a les fruites per demostrar els seus sentiments i sol usar les taronges. Es posa molt gelosa quan sent que en Kiyomaro està amb altres noies, com la Megumi Oumi.
- Sherry Bellmont (シェリー・ベルモンド Sherī Berumondo) és una noia que intenta trobar una manera de derrotar la mamodo Zofis, que ha rentat el cervell de la seva millor amiga. El seu mamodo és en Brago.
- Brago (ブラゴ Burago) és un dels dimonis més forts. Utilitza poders gravitatoris i no li agrada tenir una companya que llegeixi els seus conjurs. Sol expressar fàstic per haver-se d'ajuntar-se amb una companya humana.
- Parco Folgore (パルコ・フォルゴレ Paruko Forugore) és un súper estrella italià, el seu dimoni és en Kanchome. En la versió original, és un pervertit que li agrada firmar als pits de les dones; a l'americana, però, és només un conquistador. Li agrada fer-se dir «L'Invencible Folgore».
- Kanchome (キャンチョメ Kyanchome) és el mamodo d'en Folgore. És més dèbil que en Gash, però només perquè els seus conjurs estan basats en la transfiguració. Té cara d'ànec i sembla un nadó gran. És un ploramiques i és molt lleial a en Folgore.
- Tio (ティオ Tio) és un dimoni femení que solia molestar en Gash, però hi acaba fent amistat. Al principi creia que els mamodos no podien tindre's confiança els uns als altres, però gràcies a en Gash canvia de parer. És molt forta i se sol posar molt nerviosa quan la seva Megumi ha de fer molts concerts.
- Megumi Oumi (大海 恵 Ōumi Megumi) és una estudiant d'institut i una ídol japonesa que és molt amiga d'en Gash i en Kiyomaro. El seu mamodo és la Tia.
- Vulcan 300 (バルカン300) - El millor amic d'en Gash. En realitat un ninot creat en cinc minuts amb una capsa de butxaca i palets xinesos per Kiyomaro perquè en Gash s'entretingués.